# Bojan Smiłow
Bojan Georgiew Smiłow (bułg. Боян Георгиев Смилов; ur. 20 listopada 1885 w Łomie, zm. 5 lutego 1947 w Warnie) – bułgarski prawnik i polityk, działacz Partii Narodowo-Liberalnej, deputowany do Zgromadzenia Narodowego 22. (1927–1931) i 23 (1931–1934) kadencji, w 1923 minister sprawiedliwości, w 1931 minister handlu i przemysłu.

## Życiorys
Syn Georgi Stojanowa Smiłowa i Any. Po ukończeniu gimnazjum w Warnie, studiował prawo na uniwersytecie sofijskim, a następnie pracował w zawodzie adwokata. W 1910 wstąpił do Partii Liberalnej, a następnie wszedł w skład kierownictwa Partii Narodowo-Liberalnej. Wziął aktywny udział w przygotowaniach do przewrotu czerwcowego w 1923. Po przewrocie objął stanowisko ministra sprawiedliwości w gabinecie Aleksandra Cankowa. Funkcję tę pełnił przez trzy miesiące. W latach 1926–1932 kierował pismem Nezavisimost, skupiający środowisko polityków liberalnych. W 1931 stanął na czele resortu handlu i gospodarki w gabinecie Andreja Lapczewa. Od 1934 w opozycji, w czasie II wojny światowej nie angażował się w działalność polityczną.
Był żonaty (żona Wioleta), miał dwoje dzieci.